# Història de Tessalònica

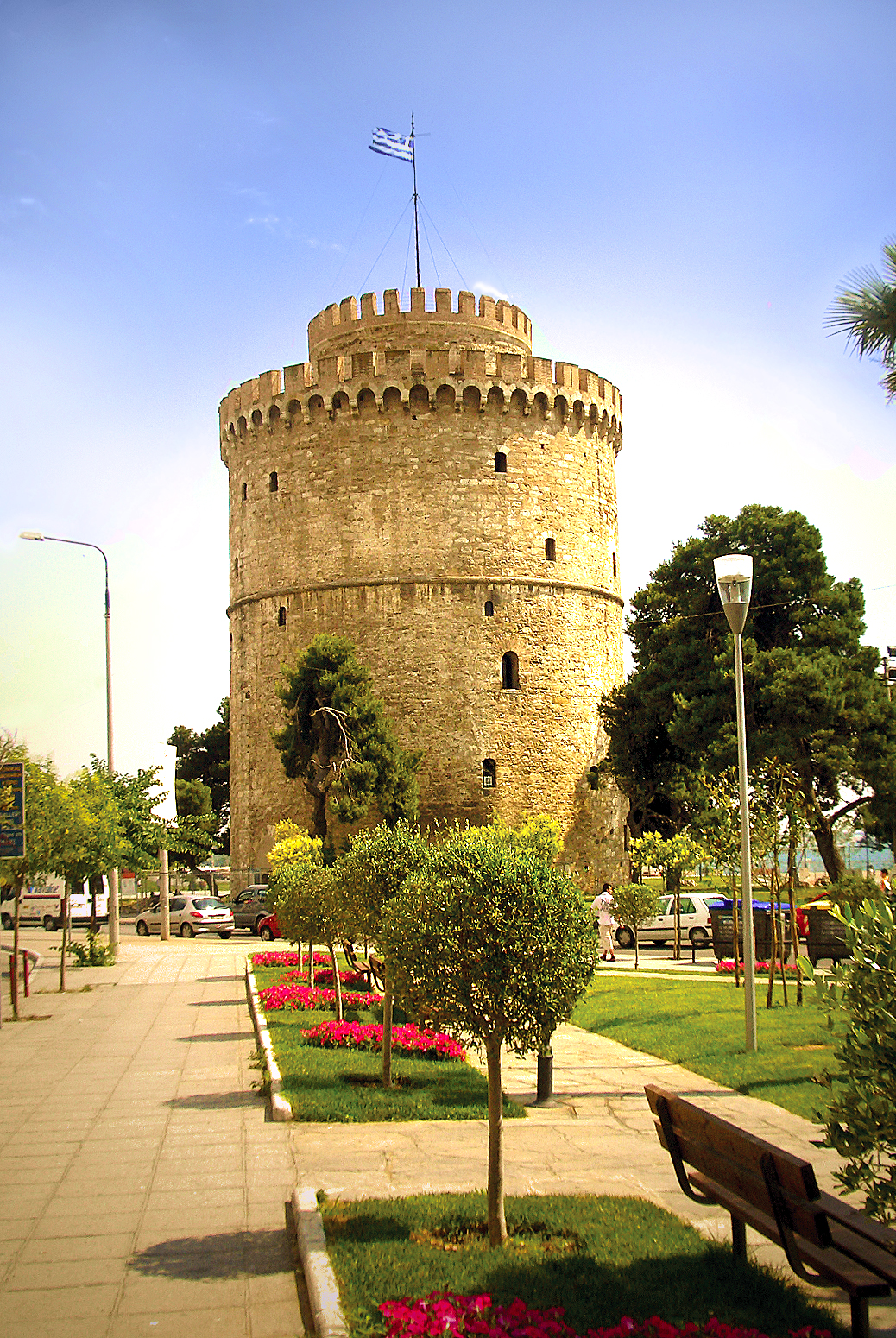
La Torre Blanca, un dels símbols de Tessalònica

La història de Tessalònica o Salònica (en grec modern i antic, Θεσσαλονίκη, Thessaloníki; en judeocastellà, סלוניקה; en turc, Selânik; i en búlgar, Sólun) es refereix a la història de la segona ciutat en grandària de Grècia. Amb 820.000 habitants el 2001, Tessalònica és la capital del nomos homònim i està situada al golf Thermaic i en la perifèria (regió) de Macedònia Central.

## Fundació

Plànol de la ciutat antiga de Tessalònica, amb els monuments de les èpoques macedònia, romana, romana d'Orient i otomana

Tessalònica fou fundada al 315 aC per Cassandre de Macedònia, que la va anomenar en honor de la seua dona, Thessalonikè, mig germana d'Alexandre el Gran i filla de Filip II de Macedònia i de la seua cinquena esposa, Nikèsipolis, princesa tessàlica casada el 353 aC. El seu nom és producte de la contracció de les paraules del grec antic, Θεσσαλών ('tessalònics') i νίκη ('victòria'), en commemoració de la victòria dels macedonis sobre els habitants de Fòcida amb l'ajuda dels tessalònics el dia del naixement de la filla de Filip, probablement el 342 aC.
El nom està registrat sota dues formes d'ortografia lleugerament diferent: Θεσσαλονίκεια (Thessaloníkeia) és la forma adjectival que normalment s'espera per a un nom de ciutat format pel nom d'una persona Θεσσαλονίκη, com Κασσάνδρεια (Kassándreia, Cassandrea) de Cassandre, o Ἀλεξάνδρεια (Alexándreia, Alexandria) per Alexandre, i figura en l'obra d'Estrabó. Va ser, però, una altra forma, idèntica al nom personal, Θεσσαλονίκη (Thessaloníke), la que s'hi va imposar aviat i definitivament; se'n troben altres ortografies, però, en inscripcions de l'època hel·lenística: Θετταλονίκης (Thettaloníkes) i de l'època romana: Θεσσαλονείκη (Thessaloneíke) i Θεσσαλονικέων [πόλις] (Thessalonikéon, entés com '(ciutat dels) thessalònics').

## Macedònia antiga
Gràcies a la seua ubicació en una cruïlla d'eixos de comunicació, Tessalònica esdevingué ràpidament un centre comercial important. La seua expansió continuà durant la dominació romana, malgrat el saqueig de la ciutat després de la derrota de Perseu de Macedònia en la batalla de Pidna. Tessalònica es va beneficiar de la creació de la Via Egnatia, la gran ruta transbalcànica meridional. Així, s'hi establí una comunitat cosmopolita, formada per jueus, italians i romans.
A finals del s. III, l'emperador Galeri la va triar com a residència i hi construí un palau i edificis públics. En la seua lluita contra la cristiandat, va convertir Demetri de Tessalònica en màrtir que, després, seria el sant patró i protector de la ciutat. Per l'edicte de Tessalònica del 28 de febrer de 380, l'emperador Teodosi declarà obligatòria la fe en la divinitat del Pare, del Fill i de l'Esperit Sant i va proscriure l'arianisme. Durant el seu govern, en el 390, es va produir l'anomenada massacre de Tessalònica.

## Imperi romà d'Orient
Durant els primers segles de l'Imperi romà d'Orient, Tessalònica, capital d'un tema, va continuar expandint-se econòmicament. La seua fira, els Demetria, que se celebrava a l'octubre, era una de les més importants dels Balcans. La ciutat es va enriquir amb monuments i imponents esglésies. A partir del final del segle vi, Tessalònica va sofrir diversos atacs: fou capturada pels sarraïns el 904 i, després, pels normands el 1185. Després de la Quarta Croada, Bonifaci de Montferrat va fundar el Regne de Tessalònica (1204), un estat llatí que fou capturat de nou pel despotat de l'Epir el 1224 abans de ser conquistat pels paleòlegs el 1246. A finals del segle xiv i inicis del xv, grecs i otomans es disputaren la possessió de la ciutat, assetjada en diferents ocasions. Després d'haver estat protegida per la República de Venècia de 1423 a 1430, fou definitivament presa pels turcs, comandats per Murat II.

## Edat moderna
El 1492, després de l'expulsió dels jueus de Castella, Tessalònica, que fins llavors no havia albergat més que una petita comunitat jueva, es va convertir en el centre mundial del judaisme sefardita fins al punt de ser anomenada la «Jerusalem dels Balcans». Durant el segle xviii, Tessalònica continuà sent l'eixida natural dels Balcans: tots els productes de la regió transitaven pel seu port. Llavors, el comerç de la ciutat va passar pràcticament per complet a mans occidentals, que s'hi havien assentat a finals del segle xvii. En açò es podien veure els primers signes de declivi de l'Imperi otomà.

## Segle XX
A la primeria del segle xx, Tessalònica era una ciutat multiètnica: amb uns 120.000 habitants, dels quals 80.000 eren jueus, 15.000 turcs, 15.000 grecs, 5.000 búlgars i 5.000 occidentals. Fou una de les ciutats més grans i modernes de l'Imperi otomà i un dels seus ports més grans. Tessalònica també esdevingué un centre important d'agitació política. Així, a l'agost del 1906, va veure la fundació del Comité otomà de la Llibertat, que va exercir un paper important en la direcció del moviment dels Joves Turcs. Conquistada per Grècia al novembre del 1912, durant la Primera Guerra balcànica, molta població turca en van marxar. Les esglésies romanes d'Orient, transformades en mesquites pels otomans, es reconvertiren en llocs de culte cristià.
A inicis de la Primera Guerra Mundial, Grècia, estat neutre, va travessar una greu crisi política entre partidaris de la Triple Entesa i de la Triple Aliança. Una part de les tropes evacuades dels Dardanels a la tardor de 1915 fou autoritzada per Elevthérios Venizelos, primer ministre, favorable a l'Entesa, a instal·lar-se a Tessalònica per rescatar Sèrbia. El 1916, un total de 400.000 soldats francesos, britànics i serbis eren a la ciutat. La presència aliada va exercir-hi un rol polític decisiu: enderrocat com a primer ministre, Venizelos abandonà Atenes el 26 de setembre de 1916. S'hi va organitzar un Govern de defensa nacional i Tessalònica es convertí en la capital d'una regió revoltada. Després de l'abdicació de Constantí I el juny de 1917, Venizelos tornà a Atenes i Tessalònica va perdre l'estatus de capital de Grècia. L'agost de 1917, tot el centre de la ciutat fou devastat per un incendi catastròfic: 9.500 edificis es cremaren i hi hagué 70.000 damnificats. La reconstrucció de la ciutat va fer-ne possible una reestructuració completa del plànol i de l'organització espacial.
Durant l'ocupació de Grècia per les forces de l'Eix durant la Segona Guerra Mundial, els alemanys van instal·lar la seua caserna general a Tessalònica. Els jueus de Tessalònica eren llavors la comunitat sefardita més important afectada per l'holocaust i s'estima que el 98% en fou exterminat. Amb l'inici de la Guerra Freda, la ciutat va haver d'enfrontar dificultats. El teló d'acer la va separar del seu rerepaís: totes les rutes comercials que l'havien enriquit es clausuraren. En els anys 1950, la ciutat va viure una nova transformació urbanística, principalment a la part baixa. La Fira Internacional de Tessalònica, hereva de les fires de Sant Demetri de l'edat mitjana, és actualment el centre d'exposició més gran de Grècia i fa que Tessalònica siga un centre de negocis més que no una destinació turística.